# Carlos Risopatrón Escudero
Carlos Risopatrón Escudero (Santiago, 3 de junio de 1824-ibíd., 4 de agosto de 1907) fue un abogado, juez y político chileno. Fue presidente de la Corte Suprema de Chile entre 1894 y 1899.

## Familia y estudios
Hijo de Manuel Risopatrón y Vera e Isabel Escudero Valdovinos 
Realizó sus estudios en el Instituto Nacional y tomó los cursos de Leyes del mismo Instituto. Graduado de Derecho por la Universidad de Chile, juró como abogado el 9 de mayo de 1845 con la tesis "Publicidad de los juicios" que se publicó en los Anales de la Universidad de Chile.
Se casó en Santiago el 29 de marzo de 1849 con Leocadia Argomedo Lurquín y tuvieron cuatro hijos: Abel, Carlos Vicente, Daniel y Víctor.

## Carrera académica
Fue secretario del rector del Instituto Nacional, Antonio Varas; y cuando este, junto con el gobierno, reformaron el plan de estudios del Instituto, en 1845, lo llamó, entre otros, para ser profesor en el Instituto, donde hizo clases entre 1845 y 1852. Con arreglo a los programas de estudio, redactó textos de historia y cosmografía; en 1846 se publicó Nociones elementales de la cosmografía.
En 1850, durante la rectoría de Andrés Bello, el gobierno lo nombró miembro académico de la Facultad de Leyes y Ciencias Políticas de la Universidad de Chile y posteriormente, de la Facultad de Humanidades en 1852.
Participó en la fundación de la Universidad Católica de Chile junto a Joaquín Larraín Gandarillas y Domingo Fernández Concha. En dicha casa de estudios fue profesor de Derecho Procesal en 1891 y en 1903, decano de la Facultad de Derecho.
Después de jubilar se dedicó a la redacción de varias obras jurídicas, y siguió participando en obras de beneficencia cristiana.

## Carrera judicial
El presidente Manuel Montt Torres y su ministro Antonio Varas lo nombraron juez del Crimen Suplente de Santiago el 3 de diciembre de 1851 y le encargaron la aplicación del nuevo régimen procesal en materia penal.
En 1852 fue nombrado fiscal interino de la Corte de Apelaciones de La Serena y en el mismo año, juez de Letras en propiedad de Chillán y juez de Letras de Ñuble el 4 de septiembre de 1852. Luego fue nombrado ministro interino de la Corte de Apelaciones de Concepción el 9 de noviembre de 1853 y juez del Departamento de Rere el 17 de marzo de 1854.
El 20 de marzo de 1854 pasa a ocupar el cargo de Juez de Concepción y ese mismo año, el 29 de mayo, ministro de la Corte de Apelaciones de la misma ciudad. El 27 de abril de 1857 asumió como regente vitalicio de la misma Corte, puesto en el que permaneció durante 33 años. El 19 de agosto de 1890 asume como ministro de la Corte Suprema y en 1894, como presidente de la misma, jubilando del cargo en 1899.
Cuando estalló la Revolución de 1859 que buscaba derrocar a las autoridades de Gobierno, el presidente Manuel Montt le encargó que asumiera el poder público de la Provincia de Concepción y organizara la defensa. Ayudado por el general Basilio Urrutia, gobernador, jefe militar de Talcahuano y al frente de toda la guarnición de Concepción, organizó la defensa y rechazó el ataque de los revoltosos.

## Carrera política

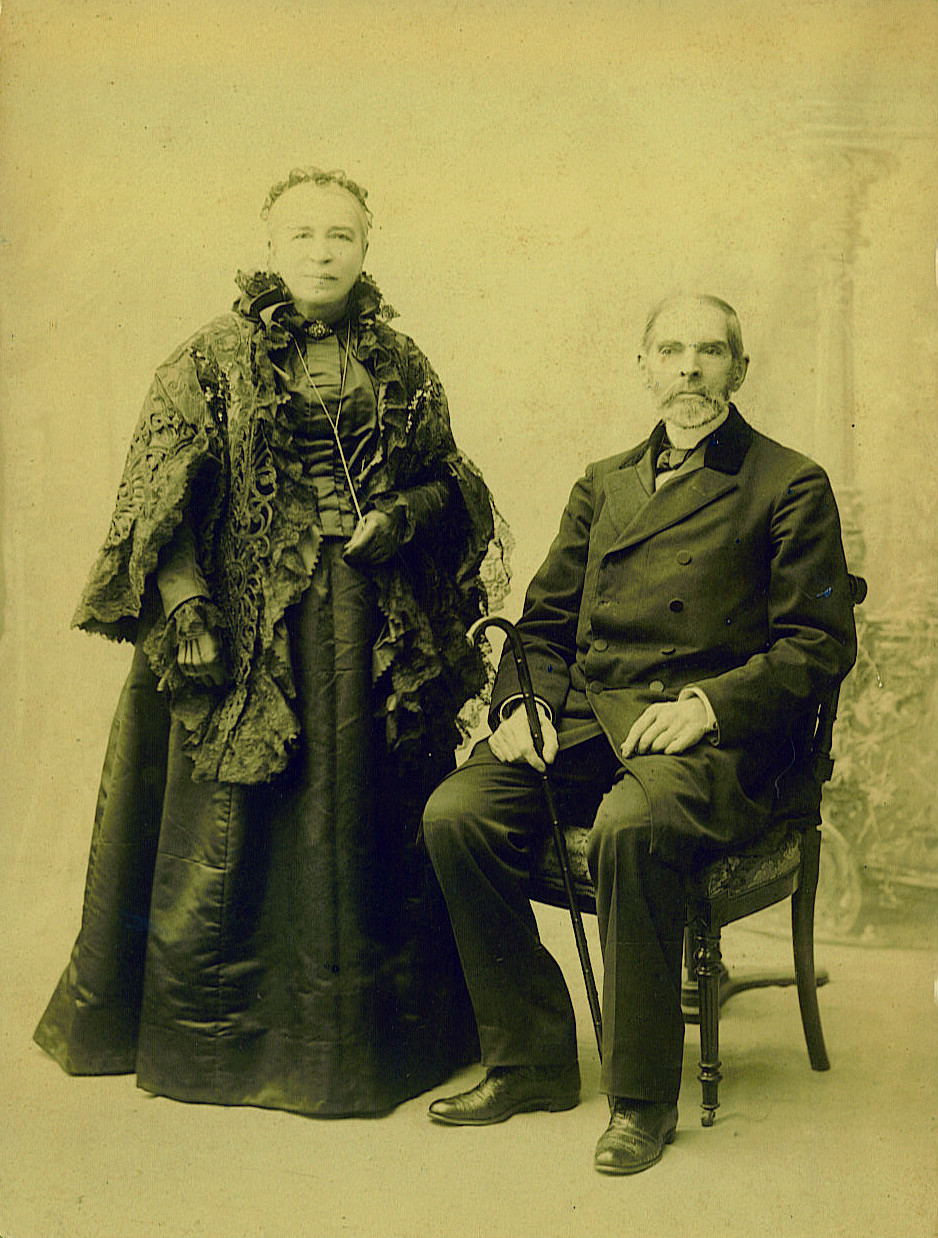
Carlos Risopatrón Escudero y esposa.

Militante del Partido Conservador, convencional de su colectividad por Chillán en 1878.
Fue diputado propietario por Rere, para el período 1861-1864. Integró la Comisión Permanente de Constitución, Legislación y Justicia. Renunció al cargo porque estar imposibilitado de desempeñar bien sus funciones. El 19 de julio de 1862 juró el diputado suplente Manuel Beauchef Manso de Velasco.
Fue muy amigo del obispo de Concepción, José Hipólito Salas, amistad que mantuvo por más de 20 años. Juntos colaboraron en la fundación de sociedades de beneficencia e institutos de enseñanza, así como con publicaciones de gran influencia religiosa, científica y social. A solicitud del obispo, redactó la obra El juramento civil de los obispos y tradujo al español los primeros ejemplares de la obra Vie de Notre-Seigneur Jésus-Christ, de Louis Veuillot.